# Saijō
Saijō (西条市 Saijō-shi?) este un municipiu din Japonia, prefectura Ehime.